# Knischatiria
Knischatiria är ett släkte av spindlar. Knischatiria ingår i familjen täckvävarspindlar.
Kladogram enligt Catalogue of Life:
| Knischatiria | \| \| Knischatiria abnormis \| \| \| \| \| \| Knischatiria longispina \| \| \| \| \| \| Knischatiria tuberosa \| \| \| \| |
|              | \| \| Knischatiria abnormis \| \| \| \| \| \| Knischatiria longispina \| \| \| \| \| \| Knischatiria tuberosa \| \| \| \| |
|              | Knischatiria abnormis |
|              | |
|              | Knischatiria longispina                                                                                                   |
|              | |
|              | Knischatiria tuberosa |
|              | |